# رضا دوغان
رضا دوغان (ترکی استانبولی: Rıza Doğan; ۱ ژانویهٔ ۱۹۳۱ – ۱ آوریل ۲۰۰۴) کشتی‌گیر اهل ترکیه بود.